# Amanhã Sei Lá
Amanhã Sei Lá este un cântec al cântărețului brazilian Michel Teló, fiind extras de pe albumul Balada Sertaneja. A fost lansat la radio în ianuarie 2010, ajungând pe poziția 68 în Billboard Brazilia.

## Poziții în topuri
| Clasament                                                   | Poziție în clasament |
| ----------------------------------------------------------- | -------------------- |
| Brazilia: Billboard Brasil Hot 100 Airplay                  | 68                   |
| Brazilia: Billboard Brasil Hot Popular Songs                | 35                   |
| Brazilia: Billboard Brasil Regional Curitiba Hot Songs      | 53                   |
| Brazilia: Billboard Brasil Regional Porto Alegre Hot Songs  | 35                   |
| Brazilia: BillboardBrasil Regional Ribeirão Preto Hot Songs | 36                   |
| Brazilia:Billboard Brasil Regional Campinas Hot Songs       | 23                   |
| Brazilia:Billboard Brasil Regional Belo Horizonte Hot Songs | 34                   |
| Brazilia: Billboard Brasil Regional São Paulo Hot Songs     | 19                   |